# Merlin Gerin

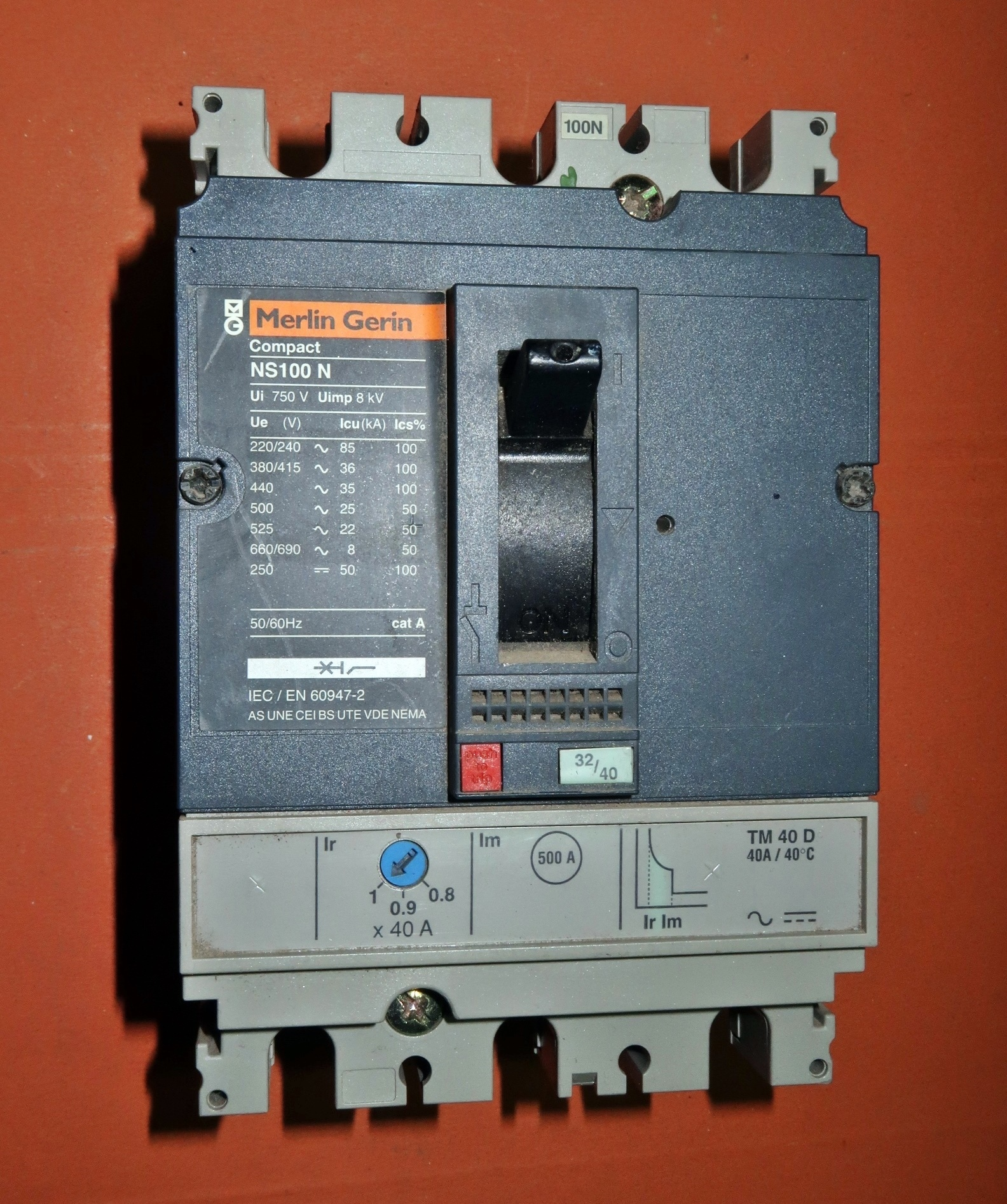
40 Ampere Leitungsschutzschalter

Merlin Gerin war ein französisches Elektrotechnikunternehmen mit Schwerpunkt auf dem Gebiet der Energieverteilung. Heute werden unter dem Dach der Firma Schneider Electric unter anderem Leistungs- und Trennschalter, Transformatoren sowie Kondensatoren entwickelt und produziert.

## Geschichte

### Gründung und Entwicklung
1920 gründeten Paul-Louis Merlin und Gaston Gerin das Unternehmen in Grenoble im Südosten Frankreichs mit 38 Mitarbeitern. Ein Jahr später stellten sie den ersten öllosen Hochspannungs-Leistungsschalter vor. 1923 rüstete Merlin Gerin die erste elektrifizierte Eisenbahnlinie Paris-Orléans aus. Das Unternehmen expandierte stetig und erreichte 1950 einen Personalbestand von 3450 Mitarbeitern. Es wurden Tochtergesellschaften außerhalb Frankreichs gegründet. In den folgenden Jahren wendete sich das Unternehmen dem aufkommenden Elektronikmarkt zu und produzierte den ersten Niederspannungs-Leistungsschalter der Compact-Reihe unter Westinghouse-Lizenz. Später wurden unter anderem das erste elektronische Isolationsüberwachungsgerät Vigilohm und Schaltautomaten der Reihe DA auf Niederspannungsniveau produziert. 1969 bestand das Unternehmen aus 8000 Mitarbeitern in 74 Vertretungen mit 17 Lizenznehmern.

### Weiterführung bei Schneider Electric
Ab 1975 begann Schneider sich schrittweise am Kapital von Merlin Gerin zu beteiligen, von dem es 1992 100 % der Anteile erwarb. 1994 wurde Merlin Gerin zusammen mit Telemecanique und Square D in die Groupe Schneider überführt. Der Name blieb bis 2008 erhalten; danach wurden die Firmenaktivitäten vollständig in Schneider Electric integriert.